# Бахановский, Илья Ильич
Илья Ильич Бахановский (Бохановский) (16 августа 1888, Лецки — 1984, Париж) — русский морской офицер-подводник, военный инженер. Участник Первой мировой и Гражданской войны в России. В эмиграции во Франции, водолаз, специалист по судоподъёму. Член организаций русской эмиграции.

## Биография
Родился в 16 августа 1888 году в деревне Лецки, Переяславский уезд, Полтавская губерния в семье Ильи Васильевича и Марии Михайловны. Закончил Морское инженерное училище в 1910 году. Закончил Офицерский класс подводного плавания в 1912 году. В феврале 1913 года был назначен на 1-й дивизион подводных лодок Балтийского моря, в августе того же года исполнял обязанности флагманского корабельного инженера Бригады подводных лодок Балтийского моря. В плавании на подводной лодке «Акула» с 31.07.1913 по 13.08.1913 года, в октябре 1913 года отбыл в Севастополь к новому месту службы. В 1914—1915 годах на Балтийском флоте. Штабс-капитан Корпуса корабельных инженеров, старший помощник судостроителя Кронштадтского порта. В 1915 году надзирающий при постройке подводных лодок и подводных минных заградителей на заводах Ноблесснер и Русско-Балтийском в Ревеле (ныне Таллин).
К октябрю 1917 года состоял в чине штабс-капитана корпуса корабельных инженеров. 27 декабря 1917 года отбыл в 28-дневный отпуск, «из какового больше в Балтийский флот не возвращался». 13 апреля 1918 года в Одессе зачислен на украинскую службу по подводному плаванию. В августе 1919 года назначен на дивизион подводных лодок белого Черноморского флота, с 10 сентября по 18 октября 1919 года служил на подводной лодке «Утка» под командой лейтенанта Н. А. Монастырёва. В октябре 1919 года занял должность флагманского корабельного инженера штаба начальника дивизиона подводных лодок Чёрного моря. Во ВСЮР и Русской Армии в белом Черноморском флоте до эвакуации Крыма в ноябре 1920 года. Капитан-инженер. На 25 марта 1921 года в составе Русской эскадры в Бизерте. В октябре 1921 года для чинов эскадры прочел лекцию «Погружающиеся крейсера в 2000 тонн водоизмещения на поверхности (проект 1916 г.)». В октябре 1921 года в лагере Надор в Марокко.
В эмиграции во Франции. Когда русский инженер-полковник Г. Н. Сиденснер предложил план подъёма частей эскадренного броненосца «Либертэ», погибшего при взрыве и затонувшего в Тулонской гавани в сентябре 1911 года, которые мешали навигации, он привлёк в качестве водолаза бывшего подводника И. И. Бахановского. Они работали на подъёме, который был закончен к 1925 году. Подводный стаж Бахановского составил свыше 5000 часов.
В 1924—1930 годах член Общества бывших воспитанников Морского инженерного училища в Париже. С 1960-х председатель общества. На 1971 год действительный член русского Морского собрания в Париже.